# Anchors Aweigh (album)
Anchors Aweigh is het zesde studioalbum van de Amerikaanse punkband The Bouncing Souls. Het album werd uitgegeven op 26 augustus 2003 via het platenlabel Epitaph Records op cd en lp en is in 2015 op lp heruitgegeven. Anchors Aweigh is het vierde studioalbum dat de band via Epitaph Records heeft laten uitgeven. De uitgave van het album werd gevolgd door intensieve tournees.

## Nummers
"The Fall Song" is een hidden track die op track 16 begint na het nummer "I'm from There".
1. "Apartment 5F" - 2:10
2. "Kids and Heroes" - 2:53
3. "New Day" - 3:41
4. "Sing Along Forever" - 1:35
5. "Born Free" - 1:23
6. "Inside Out" - 2:24
7. "Simple Man" - 4:19
8. "Better Days" - 2:13
9. "Night Train" - 3:01
10. "Todd's Song" - 2:06
11. "Blind Date" - 2:21
12. "Highway Kings" - 1:49
13. "Anchors Aweigh" - 2:10
14. "I Get Lost" - 2:57
15. "The Day I Turned My Back On You" - 2:49
16. "I'm from There" - 9:39
17. "The Fall Song" - 3:24

## Muzikanten
Band
- Greg Attonito - zang
- Pete Steinkopf - gitaar, achtergrondzang
- Bryan Kienlen - basgitaar, achtergrondzang, zang (tracks 9 en 15), keyboard
- Michael McDermott - drums

Aanvullende muzikanten
- John Seymour - achtergrondzang
- Madcap - achtergrondzang
- Jeffitaph - achtergrondzang
- Carl Plaster - drums
- John Angier - snaarinstrumenten